# Viktar Kukar
Viktar Fjodorovitj Kukar, född 23 november 1970, är en belarusisk före detta fotbollsspelare.

## Karriär

### Klubblagskarriär
Kukar spelade under sin karriär för ett flertal klubbar, alla belägna i dagens Belarus utom Iskra Smolensk som han spelade för 1991.
Flest matcher spelade han med Fandok Babrujsk (1992–1995) och Torpedo Minsk (1998–2000). Han vann Vitryska cupen med MPKZ Mozyr säsongen 1995/1996.
Sammanlagt spelade Kukar 254 ligamatcher i Vyssjaja Liga, Belarus högstaserie.

### Landslagskarriär
Kukar spelade en A-landskamp för Vitryssland, mot Ukraina 1992.